# Scirpodendron bogneri
Scirpodendron bogneri är en halvgräsart som beskrevs av Sheila Spenser Hooper. Scirpodendron bogneri ingår i släktet Scirpodendron och familjen halvgräs. Inga underarter finns listade i Catalogue of Life.